# Alchemilla acuminatidens
Alchemilla acuminatidens é uma espécie de rosácea do gênero Alchemilla, pertencente à família Rosaceae.